# 卡洛斯·库拉尔
卡洛斯·哈维尔·库拉尔·吉米内斯（西班牙語：Carlos Javier Cuéllar Jimenez，1981年8月23日—）出生於西班牙馬德里，是一名職業職業足球員，司職中堅，目前效力西乙球會艾美利亞。

## 生平

### 早年
古拿出身於西班牙第四級丙級聯賽的（Tercera División）的卡拉奧拉（CD Calahorra），其後轉投乙级联赛的紐文西亞（CD Numancia），效力兩年期間上陣超過60場。2003年曾到英格蘭列斯聯試腳，不果而加盟甲级联赛中型班奧沙辛拿。
古拿成為由哈维尔·阿吉雷（Javier Aguirre）帶領於2004/05年球季獲得西甲殿軍及晉級西班牙國王盃決賽的奧沙辛拿陣中重要一員，更於2007年殺入欧洲联盟杯準決賽，在16強淘汰賽累計2-1掃走格拉斯哥流浪，8強總計4-0大破利華古遜，只在4強階段以1-2負於最終冠軍西維爾。在8強作客對利華古遜時，古爾拉在開賽後僅1分鐘即先開紀錄，成為當屆足協盃最快的入球。

### 格拉斯哥流浪
2007年6月格拉斯哥流浪向奧沙辛拿兩次出價要求收購古拿，奧沙辛拿不為所動，轉會交易看似告吹。7月1日據報格拉斯哥流浪第三次出價，希望可以成功收購古爾拉，最終於7月5日以237萬英鎊順利羅致古爾拉，簽約四年，據報週薪高達15,000英鎊。
2007年7月31日古拿首披格拉斯哥流浪戰袍，在歐聯外圍賽主場迎戰薛達（FK Zeta），以2-0獲勝。由於開季初段出色的表現，古爾拉獲選為8月份蘇超最佳球員。翌日，9月1日，在主場對基特拿大勝4-0一役射入首個蘇超入球。2008年4月16日對些路迪的老字號大戰，勝負對奪取聯賽冠軍有重大影響，古爾拉成為爭議中心，下半場70分鐘古拿在白線前用手將中村俊輔的射門擋高越楣而去，被球證用紅牌直接驅逐離場及判罰十二碼，由（Scott McDonald）主射的十二碼被門將阿倫·麥奎格（Alan McGregor）成功撲救，惟疲兵出戰的格拉斯哥流浪仍以1-2敗陣，最終更將聯賽錦標拱手讓予些路迪。
古拿在格拉斯哥流浪首個球季的表現傑出，分別獲選蘇超足球先生及蘇格蘭FWA足球先生，季後更獲選為格拉斯哥流浪及球員選舉的雙料最佳球員。
古拿在季前友誼賽拉傷小腿而缺席格拉斯哥流浪對卡奧拿斯（FBK Kaunas）的歐聯外圍賽，結果兩回合累計1-2被淘汰，緣盡歐洲賽場。

### 阿士東維拉
隨著格拉斯哥流浪在歐聯出局，即有傳聞古拿會轉投英超球會。2008年8月11日阿士東維拉同意付出780萬英鎊收購古拿，由於古拿的合約中有「退出條款」（exit clause），格拉斯哥流浪無奈放人。

### 新特蘭
2012年7月2日，剛約滿阿士東維拉的古拿轉投另一英超球會新特蘭，合約為期兩年。2014年夏季古拿約滿不獲留用。

### 諾域治
2014年8月20日，古拿加盟剛降班英冠的诺里奇城，簽約一年。

## 榮譽

### 球會
格拉斯哥流浪
- 蘇格蘭聯賽盃：2007-08年
- 蘇格蘭盃：2007-08年

### 個人
- 蘇超足球先生：2007-08年
- 蘇格蘭FWA足球先生：2008年

## 外部連結
- 足球数据库：Carlos Cuéllar的球员统计数据
- 新特蘭官網簡歷（页面存档备份，存于）